# Metopius continuus
Metopius continuus là một loài tò vò trong họ Ichneumonidae.